# Teodor Doru Mărieș
Teodor Doru Mărieș este un activist civic anticomunist din București, președintele Asociației 21 Decembrie din București și politician român.
În mai 2011, Teodor Mărieș a câștigat procesul intentat statului român la Curtea Europeană a Drepturilor Omului, pe motiv că a fost urmărit și supravegheat ilegal, în 1990. Curtea de la Strassbourg a decis ca România să-i plătească lui Mărieș daune morale în valoare de 6.000 de euro.

## Biografie
Teodor Mărieș s-a născut pe 28 august 1962 în Valea Chioarului, o localitate din județul Maramureș. A urmat cursurile Liceului de Construcții și Arhitectură. Din acea perioada a devenit sportiv de preformanță. A refuzat să se înscrie în PCR și să stabilească relații cu Securitatea sau cu vreun serviciu secret.
Fiind un anti-comunist convins, a participat activ la Revoluția din decembrie 1989, implicându-se în acțiuni civice și în organizarea a mai multe proteste (dedicate aflării adevărului despre ce s-a întâmplat în perioada 14-28.12.1989) ce au culminat cu mitingul-maraton din Piața Universității, din 1990. A semnat și susținut Proclamația de la Timișoara. Mărieș a fost arestat după evenimentele din 13-15 iunie 1990. În timp ce era închis, a declanșat greva foamei în închisoare, la penitenciarele Rahova și, apoi, Jilava, timp de 46 zile. Președintele de atunci, Ion Iliescu l-a acuzat de a conduce 2 tentative de puci. În perioada 1990-1992 a avut interdicție de a părăsi țara, anulată după achitare.  În 1992, s-a înscris în Asociația „21 decembrie 1989".
În perioada 1992-1993, Mărieș se deplasează la Chișinău în scop civic, pentru a discuta cu ambasadorul SUA unirea Republicii Moldova cu România.
În 2002, Mărieș este ales în funcția de președinte al Asociației 21 decembrie 1989. El începe munca de repunere în activitate a acesteia: împacă facțiunile, dând o linie coerentă activităților statutare; totodată, reglementează din punct de vedere juridic situația legală a acesteia, după mulți ani de frământări interne și procese.
În 2004, obține, în calitate de președinte al Asociației „21 decembrie 1989" reluarea cercetărilor, după 9 ani de inactivitate în dosarul 97/P/1990 - dosarul „21 Decembrie-Revoluție". Prin aceeași rezoluție dată de gen. Dan Voinea în calitate de procuror de caz, se dispunea, începerea urmăririi penale pentru infracțiuni contra păcii și omenirii a mai multor foști lideri post-decembriști, între care Iliescu și fostul prim-ministru Petre Roman. 
Tot atunci depune, împreună cu avocatul Antonie Popescu, prima plângere către Curtea Europeană a Drepturilor Omului, cerând condamnarea autorităților române pentru tergiversare și lipsirea părților vătămate de un proces echitabil și imparțial timp de 15 ani în cadrul dosarului Revoluției.
După mai mulți ani, în 2009 a transmis autorităților că va apela la greva foamei, aspirând la obținerea în vederea conservării probelor din dosarul 97/P/1990, drept câștigat prin dispoziția dată la 4.11.2008 în dosarul Asociației „21 decembrie 1989", dosar aflat la CEDO. Protestul a durat 74 de zile, încheindu-se odată cu predarea și intrarea actelor din dosar în sediul Asociației. Aceasta a fost apreciată de opinia publică drept prima acțiune în acest sens finalizată prin obținerea dosarului; mai mult decât atât, a creat un precedent juridic în România după 70 de ani de negură în sistemul judiciar.
În noiembrie 2011 începe cea mai lunga greva a foamei - 100 de zile - pentru Legea Imprescriptibilității Crimei și Legea Lustrației.

## Cariera politică
În 1992 se înscrie în Partidului Confederația Organizațiilor Revoluționare din România (CORD), devenind membru fondator. CORD a fuzionat prin absorbție cu Uniunea Democrat-Creștină (UDC). Mărieș a devenit președinte al organizației de tineret a UDC. S-a retras vremelnic din politică odată cu desființarea acestui partid.
În septembrie 2012 se înscrie în Forța Civică și devine vice-președinte al formațiunii. O lună mai târziu, candidează pentru un post de deputat de Timiș din partea Alianței România Dreaptă, formată din PDL, FC, PNȚCD, nefiind însă ales.
Activitatea sa actuală se poate urmări pe situl asociației 21 Decembrie din București, pe care o conduce.